# Porto Real (ort)
Porto Real är en ort i Brasilien.   Den ligger i kommunen Porto Real och delstaten Rio de Janeiro, i den sydöstra delen av landet, 800 km sydost om huvudstaden Brasília. Porto Real ligger 392 meter över havet och antalet invånare är 12 061.
Terrängen runt Porto Real är kuperad åt nordväst, men åt sydost är den platt. Porto Real ligger nere i en dal.Runt Porto Real är det ganska tätbefolkat, med 179 invånare per kvadratkilometer.. Närmaste större samhälle är Resende, 16,9 km väster om Porto Real.
Omgivningarna runt Porto Real är huvudsakligen savann.